# His Trust
Série
His Trust Fulfilled
(1911)
Pour plus de détails, voir Fiche technique et Distribution.
His Trust est un film dramatique américain de 1911, réalisé par D. W. Griffith.
Il s'agit de "La dévotion fidèle et le sacrifice de soi d'un vieux serviteur noir ". La suite du film est His Trust Fulfilled. Les copies du film sont conservées dans les archives cinématographiques du Museum of Modern Art et de la Librarie du Congres.

## Distribution
- Wilfred Lucas : George
- Dell Henderson : le colonel Frazier
- Claire McDowell : la femme du colonel Frazier
- Edith Haldeman : l'enfant des Frazier
- Linda Arvidson
- Dorothy Bernard
- Kate Bruce
- Adele DeGarde
- Gladys Egan
- Francis J. Grandon : Soldat
- Joseph Graybill : Soldat
- Guy Hedlund
- Grace Henderson
- Harry Hyde
- Adolph Lestina
- Jeanie Macpherson
- Violet Mersereau
- W. Chrystie Miller
- Alfred Paget : Soldat
- Lottie Pickford
- Vivian Prescott
- W. C. Robinson : Soldat
- Mack Sennett : Soldat
- Kate Toncray
- Charles West
- Dorothy West